# Brännsjön, Västerbotten
Brännsjön är en sjö i Robertsfors kommun i Västerbotten och ingår i Rickleåns huvudavrinningsområde. Sjön har en area på 0,0499 kvadratkilometer och ligger 160 meter över havet.

## Delavrinningsområde
Brännsjön ingår i det delavrinningsområde (714313-173438) som SMHI kallar för Mynnar i Lugnbäcken. Medelhöjden är 159 meter över havet och ytan är 9,39 kvadratkilometer. Det finns inga avrinningsområden uppströms utan avrinningsområdet är högsta punkten. Vattendraget som avvattnar avrinningsområdet har biflödesordning 3, vilket innebär att vattnet flödar genom totalt 3 vattendrag innan det når havet efter 37 kilometer. Avrinningsområdet består mestadels av skog (73 procent). Avrinningsområdet har 0,17 kvadratkilometer vattenytor vilket ger det en sjöprocent på 1,8 procent.